# Mieczysław Chmura
Mieczysław Chmura (ur. 1 stycznia 1934 w Nowym Targu, zm. 9 kwietnia 1980 w Sosnowcu) – polski hokeista, olimpijczyk, trener.

## Kariera
Zawodnik występujący na pozycji obrońcy. Przez całą karierę zawodniczą związany z Podhalem Nowy Targ (z wyjątkiem 11-miesięcznej służby wojskowej odbywanej w CWKS Bydgoszcz). Z klubem tym, którego był kapitanem dwukrotnie (1963, 1964) sięgnął po wicemistrzostwo Polski.
W reprezentacji Polski w latach 1956–1959 zagrał 17 razy. Wystąpił w Igrzyskach Olimpijskich w Cortina d’Ampezzo w 1956 oraz w turnieju o mistrzostwo świata w 1959.
Trener najpierw w Podhalu, a następnie w Zagłębiu Sosnowiec. Wychowawca wielu reprezentantów Polski m.in.: Józefa Batkiewicza, Stefana Chowańca oraz Leszka i Wiesława Tokarzów. Trenował również hokeistów w Sanoku. Dzięki niemu w 1971 roku sanocki zespół odniósł swój pierwszy sukces - drużyna Stali Sanok pod jego wodzą Chmury (zwanego „ojcem sanockiego hokeja”) oraz Andrzeja Wołkowskiego awansowała do II ligi (ówczesna druga klasa rozgrywkowa). W latach 1970–1973 wraz z Anatolijem Jegorowem trener reprezentacji Polski, w tym podczas zimowych igrzysk olimpijskich 1972 w Sapporo.
Zmarł w wyniku zatoru, niecały miesiąc przed zdobyciem przez Zagłębie pierwszego mistrzostwa kraju. Został pochowany na nowotarskim cmentarzu.